# Vivere (Vasco Rossi)
Vivere è un singolo del cantautore italiano Vasco Rossi uscito il 15 febbraio 1993 ed inserito nell'album Gli spari sopra.
Il cantautore affermerà che la canzone sia nata quasi per caso, da un improvvisato e ripetuto giro di accordi suonato da Massimo Riva e un provocante "na-na-na" di Tullio Ferro, durante un breve soggiorno dei tre a Villa Condulmer.

## Descrizione
Il brano è composto solo da una strofa e da uno special. Questo, uno dei più conosciuti di Vasco Rossi, incomincia con la voce di Vasco Rossi che dice Vivere è passato tanto tempo. A 1:00 parte lo special dove il cantautore dice E pensare che domani sarà sempre meglio, oggi voglio stare spento. A 1:15 il bridge è fischiato da Tullio Ferro. A 2:06 partono le percussioni e a 2:51 il bridge è suonato di nuovo ma agli archi e con le percussioni aggiunte. A 3:31 parte la voce del cantautore con la voce dei cori accreditati in Gli spari sopra. Da 4:11 a 5:10 una chitarra suona la strofa principale. Da 5:11 a 5:18 circa la chitarra suona il bridge e da 5:19 a 5:33 il brano finisce con un riff di chitarra elettrica e con un suono di piatti.

## Cover
Nel 2015 è stato interpretato da Malika Ayane al Festival di Sanremo 2015 nella serata dedicata alle cover e nel 2022 durante il programma Radio 2 Social Club.
Nel 2023 è stato interpretato da Levante al Festival di Sanremo 2023 nella serata dedicata alle cover accompagnata al pianoforte da Renzo Rubino.